# Listeria welshimeri
Listeria welshimeri ist ein Gram-positives, nicht Sporen bildendes, motiles, aerob wachsendes Stäbchen-förmiges Bakterium. Früher wurde es zu den nicht-pathogenen Listeria monocytogenes gezählt. Aufgrund der fehlenden Pathogenität, biochemischer Charakteristika und genomischen Studien wurde es jedoch neu klassifiziert. Der Typstamm wurde in Deutschland aus dem Erdreich isoliert. Zudem kommt es innerhalb von Europa auf Pflanzen, im Erdboden und im Tierkot (von Schafen) vor. Pathogenitätsfaktoren fehlen Listeria welshimeri gänzlich oder werden nur wenig exprimiert, sodass die Bakterien gut in dem Einzeller Tetrahymena überleben können. L. welshimeri findet sich entlang der Lebensmittelkette in tierischen Organen, Wurstbrät und in Abflüssen.